# ラノリン
ラノリン (Lanolin) は、ウールなどの毛に覆われた動物の皮脂腺から分泌される蝋である。英語ではwool wax、wool greaseとも呼ばれる。ラテン語でウールを意味するlānaと、油を意味するoleumに由来する。

## 概要
人類によるラノリンの利用は、ウール生産を目的とした家畜羊の飼育から始まった。歴史的には、多くの薬局方がラノリンをwool fat (adeps lanae) としているが、実際はラノリンはグリセリドを欠き、真の脂質ではない。代わりに、ラノリンは主にステロールのエステルで構成されている。ラノリンの持つ防水性のため、ヒツジの皮は水を弾く。特定の品種のヒツジは、多量のラノリンを生産する。繊維の直径とラノリンの量には、逆相関の関係がある。
自然界におけるラノリンの役割は、ウールと表皮を気候や環境から守ることである。また、外皮系の衛生にも寄与していると考えられている。ラノリンとその多くの誘導体は、ヒトの皮膚の保護、美容製品にも広く用いられている。

## 組成
高純度のラノリンは、重量で約97%の長鎖の脂質エステルであり、残りはラノリンアルコール、ラノリン酸、ラノリン炭化水素等である。
ラノリン中には、これまでに200程度の異なるラノリン酸と100程度の異なるラノリンアルコールが同定されており、そのため約8,000から2万と推定される異なるタイプのラノリンエステルが存在する。
長鎖エステル、ヒドロキシエステル、ジエステル、ラノリンアルコールからなるラノリンの複雑な組成は、それ自体が価値のある製品であるとともに、幅広い性質を持つ様々な物質の合成の出発物質となる。主な誘導体化法には、加水分解、分画結晶化、水素化、アルコキシル化、四級化等がある。これらのプロセスにより得られるラノリン誘導体は、高付加価値の化粧品やスキンケア製品に用いられる。
ラノリンの加水分解により、ラノリンアルコールとラノリン酸が得られる。ラノリンアルコールは、皮膚脂質の重要な成分であるコレステロールを多く含み、強力な乳化剤でもあり、スキンケア製品として100年以上も使われてきた。特に、ラノリン由来の酸の約40%はα-ヒドロキシ酸 (AHA) であり、スキンケア製品へのAHAの利用は、近年大きな注目を集めている。ラノリンから単離されるAHAの詳細は、以下の表の通りである。
| ラノリン酸の種類 | 炭素鎖の長さ | 同定数 |
| ---------------- | ------------ | ------ |
| 通常             | C13–C24      | 12     |
| イソ             | C13–C23      | 6      |
| アンテイソ       | C12–C24      | 7      |

## 利用

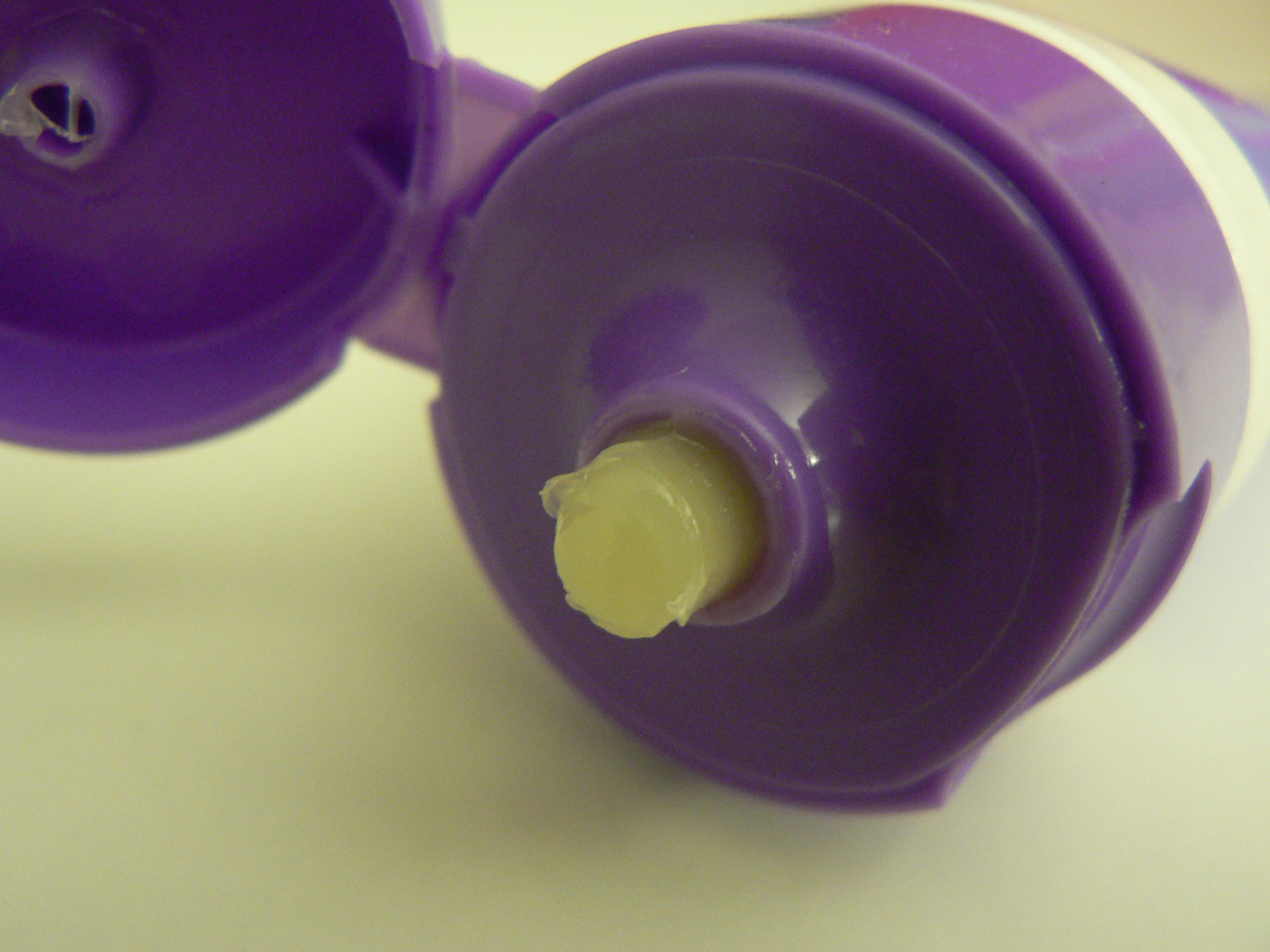
ラノリン軟膏

ラノリンとその多くの誘導体は、化粧品やヘルスケア製品に用いられてきた。また、「潤滑油、錆止め剤、靴磨き剤等のパーソナルケア製品やヘルスケア製品、その他の市販製品」でも見られる。
ラノリンは比較的一般的なアレルゲンで、羊毛のアレルギーと誤解されることも多い。しかし、ラノリンを含む製品へのアレルギーを正確に示すことは難しく、ラノリンのアレルギーが疑われる時にはパッチテストが行われる。また、赤ちゃんのスキンケアや母親の乳頭痛の治療にも用いられる。
産業的には、錆止め剤や潤滑剤等の多数の製品に用いられる。また、スクリュープロペラや船尾の歯車に蔓脚類を付着させないために、滑りやすい表面にするため用いられることもある。さらにその防水性のため、腐食が問題になる場所での潤滑剤グリースとして重要である。
日光などの紫外線によりコレカルシフェロールを生産するが、人工的には紫外線を照射し生産するための原料としても用いられる。野球選手は、グローブを柔らかくするために、よくシェービングクリームにラノリンを混ぜたものを用いる。
無水ラノリンは、金管楽器の変調スライドの潤滑剤としても用いられる。またラノリンは、布おむつ等のウール製品に防水性や防汚性を持たせるために用いられる。
カーメックス等のリップクリームにも用いられているが、唇がヒリヒリする人もいる。
牛脚油、蜜蝋、グリセリン等と混合したものは、皮革処理に用いられる。

## 製造
粗ラノリンは、重量で刈られたウールの5-25%を占める。1頭のメリノ種のウールから約250-300 mLのウールグリースが得られる。ラノリンは、特殊な界面活性剤とともにウールを熱水で洗うことで抽出される。ウールグリースはこの洗浄過程で遠心分離により分離され、融点約38℃のワックス状の物質に濃縮される。